# 악성 자기애

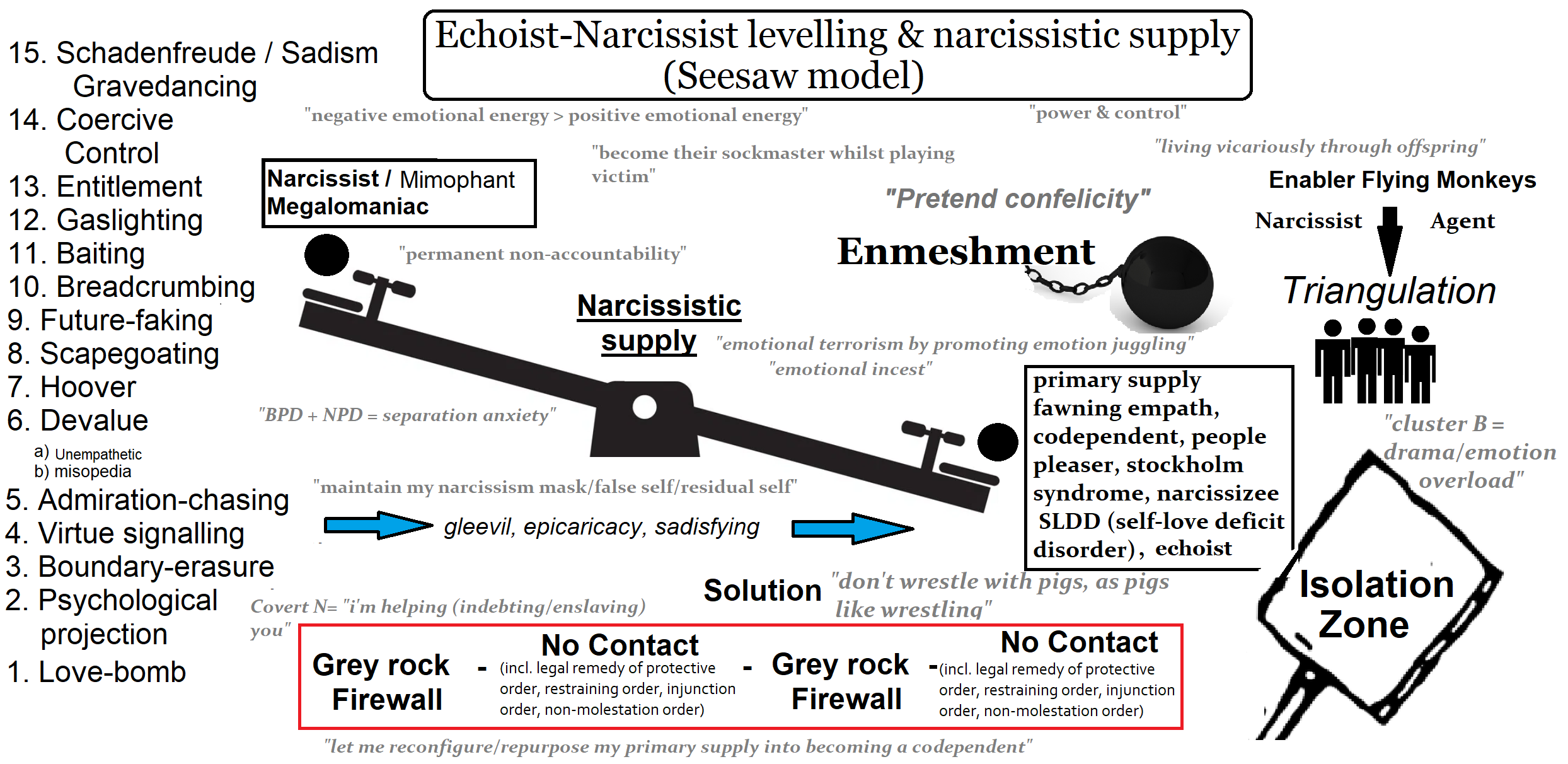

악성 자기애 (惡性自己愛, Malignant narcissism)는 자기애, 반사회성 성격장애, 공격성, 새디즘의 극단적인 혼합으로부터 완성되는 하나의 심리학적 증후군이다. 많은 경우는 과대성(grandiosity)을 나타내, 항상 적의의 정도를 상승시키려 한다. 악성 자기애자는 관련되는 조직을 해쳐, 관계하는 사람들의 인간성을 빼앗는다. 가설상의 병리 현상으로서 악성 자기애는 자기애성 성격장애는 물론, 편집증(paranoia)의 측면도 포함할 수 있다.

## 역사
사회심리학자 에리히 프롬(Erich Fromm)이 처음으로 악성 자기애 (Malignant narcissism)라는 용어를 만든 것은 1964년의 일이며, 그것은 악의 전형을 나타내는 심각한 정신 장해를 표현하는데 이용되었다. 프롬은 그 상태를 가장 심각한 병리성, 그리고 가장 잔인한 파괴성과 비인간성의 근원으로서 특징 지었다. 하바트 로젠페르드는 악성 자기애에 대해서, 그것은 자기애성 퍼스낼러티의 불온한 한 형태이며, 공격성을 중심으로 한 과대성이 형성되어 자기의 파괴적 측면이 이상화된 것으로서 표현했다.
그들의 착상을 한층 더 발전시킨 것이 정신 분석의 오토 컨버그(Otto Kernberg)이며, 그는 반사회성 퍼스낼러티는 기본적으로 자기애적이고, 윤리성을 가지지 않는다고 지적했다. 악성 자기애는 가학적인 요소를 포함하고 있어 본질적으로는, 가학적 사이코 패스를 만들어 내고 있다. 이 소론에서, 악성 자기애는 사이코 패스와 바꿔 넣어 가능한 말로서 이용되고 있다.
컨버그는 1984년에 악성 자기애를 정신과진단명으로서 이용하는 것을 제안했지만, ICD-10이나 DSM-5를 시작으로 한, 어느 의료 메뉴얼에서도 도저히 받아 들여지지 않았다. 컨버그는 악성 자기애를, 자기애성 성격장애(NPD), 반사회적 특성, 망상적 특징, 그리고 자아 친화적 공격성에 특징 지울 수 있는 증후군으로서 기술했다. 다른 증상으로서는, 양심의 결여, 권력에의 정신상의 욕구, 특별하다는 감각 (과대성)을 포함할 수 있다.

## 관련 인물
- 에리히 프롬
- 하바트 로젠페르드
- 오토 컨버그

## 같이 보기
- 자기애
- 자기애 분노와 자기애 손상
- 자기애성 성격장애
- 반사회성 성격장애
- 사이코 패스